# Hypolimnas micromalayana
Hypolimnas micromalayana är en fjärilsart som beskrevs av Hans Fruhstorfer 1912. Hypolimnas micromalayana ingår i släktet Hypolimnas och familjen praktfjärilar. Inga underarter finns listade i Catalogue of Life.